# Chellie Pingree
Chellie M. Pingree, född 2 april 1955 i Minneapolis, Minnesota, är en amerikansk demokratisk politiker. Hon representerar delstaten Maines första distrikt i USA:s representanthus sedan 2009. Hon var verkställande direktör för lobbygruppen Common Cause innan hon blev kongressledamot.
Pingress studerade 1973 vid University of Southern Maine. Hon avlade 1979 sin kandidatexamen i humanekologi vid College of the Atlantic.
Hon avgick 2007 som verkställande direktör för Common Cause för att kandidera i kongressvalet i USA 2008. Kongressledamoten Tom Allen kandiderade till USA:s senat utan framgång. Pingree besegrade republikanen Charlie Summers i kongressvalet och efterträdde Allen i representanthuset i januari 2009.